# Воробьёво (Сокольский район)
Воробьёво — деревня в Сокольском районе Вологодской области на реке Корбанга. Административный центр Воробьёвского сельского поселения и Воробьёвского сельсовета. 
Находится при федеральной автодороге А123. Расстояние до районного центра Сокола по ней — 56 км. Ближайшие населённые пункты — Лубодино, Большое Яковково, Толстоумово.
По переписи 2002 года население — 673 человека (325 мужчин, 348 женщин). Преобладающая национальность — русские (99 %).